# Maria Neustift
Maria Neustift est une commune autrichienne du district de Steyr-Land en Haute-Autriche.